# Godzilla 2000
Pour les articles homonymes, voir Godzilla.
Série Millenium
Mothra contre Godzilla
(1964) Godzilla X Megaguirus
(2000)
Pour plus de détails, voir Fiche technique et Distribution.
Godzilla 2000 (ゴジラ2000 ミレニアム, Gojira Nisen: Mireniamu) est un film  japonais réalisé par Takao Okawara en 1999. Retour de Godzilla après le remake américain de Rolan Emmerich, il revient avec une nouvelle apparence. Le film inaugure l'ère Millennium, qui veut proposer des aventures inédites de Godzilla faisant suite à Godzilla (1954), Rodan (1956), Mothra (1961) et Mothra contre Godzilla (1964).

## Synopsis
Un OVNI (objet volant non identifié) d'origine extraterrestre s'écrase sur terre et attire Godzilla. Godzilla combat une première fois l'OVNI à Tokyo sans succès. À la seconde tentative de Godzilla de détruire l'OVNI ce dernier largue une créature appelé Orga capable d'absorber les cellules de Godzilla donc muter et absorber son énergie. Godzilla parvient à tuer Orga et détruire l'OVNI dans leur combat final.

## Fiche technique
- Titre : Godzilla 2000
- Titre original : ゴジラ2000 ミレニアム (Gojira Nisen: Mireniamu)
- Réalisation : Takao Okawara
- Scénario : Hiroshi Kashiwabara et Wataru Mimura
- Adaptation américaine : Michael Schlesinger
- Producteur :  Shogo Tomiyama
- Musique originale : Takayuki Hattori et J. Peter Robinson  (musique additionnelle, version US)
- Budget : 8 300 000 US $
- Pays :  Japon
- Langue : japonais
- Genre : Action, science-fiction
- Durée : 107 minutes (version japonaise), 99 minutes (version américaine)
- Dates de sortie :
- Japon : 11 décembre 1999

## Distribution
- Takehiro Murata : Yuji Shinoda
- Hiroshi Abe : Mitsuo Katagiri
- Naomi Nishida : Yuki Ishinose
- Mayu Suzuki : Io Shinoda
- Shiro Sano : Shiro Miyasaka

## Commentaires
- C'est le premier Godzilla à sortir dans les cinémas américains depuis Le Retour de Godzilla en 1984. Contrairement au film de 1984, celui-ci a été très bien accueilli par les amateurs japonais, mais aussi américains.